# 稲田政吉
稲田 政吉（稻田、いなだ まさきち、1853年（嘉永6年3月） - 1916年（大正5年）2月29日）は、日本の政治家。衆議院議員（1期）。

## 経歴
江戸生まれ。京橋区会議員、東京市会議員、東京府会議員、同常置委員、京橋区所得税調査委員、同区衛生会副会長、同区教育会副会長、東京市徴兵参事員、東京府教育会常議員、東京書籍出版商組合副頭取、東京商工会議員、大日本通俗衛生会評議員となる。
1890年の第1回衆議院議員総選挙において東京府3区から無所属で立候補して11票差で落選。1892年の第2回衆議院議員総選挙では68票と1位の中沢彦吉と同数だったが、中沢が年長者のため当選者となった。1894年3月の第3回衆議院議員総選挙で当選。衆議院議員は1期務め、同年9月の第4回衆議院議員総選挙では28票差で落選した。1916年に死去した。